# Robert Demoulin
Pour les articles homonymes, voir Demoulin.
Robert Demoulin, né en 1911 et mort à Liège en 2008, est un historien belge et professeur ordinaire puis émérite de l'université de Liège.

## Carrière
Chargé de cours à l'université de Liège en 1939, Robert Demoulin y fut nommé professeur ordinaire en 1945.
Prisonnier de guerre en Allemagne de 1940 à 1945, Robert Demoulin organisa, avec d'autres universitaires, des cours et des conférences pour occuper utilement ses compagnons de captivité tout en confrontant - pour les développer - son savoir et son esprit critique à ceux de ses collègues.
Son enseignement et ses travaux furent toujours marqués au sceau de la probité la plus exigeante.[réf. nécessaire] Dans ses ouvrages portant sur la révolution belge, il a ainsi mis en évidence le caractère profondément patriotique du soulèvement qui devait aboutir à la naissance d'un État belge indépendant du royaume des Pays-Bas qu'avait constitué le congrès de Vienne en 1814-1815. En même temps, il démontra que la quinzaine d'années pendant lesquelles les provinces « belges » avaient vécu sous le régime « hollandais » n'avaient pas été des années perdues. En effet, lesdites provinces purent bénéficier, à des degrés divers, de la politique de développement économique mise en place par le roi Guillaume Ier de la maison d'Orange-Nassau.   
En 1973, Robert Demoulin participa à l'élaboration de la première Histoire de la Wallonie, lancée et dirigée par le professeur Léopold Génicot, de l'université catholique de Louvain. Dans la foulée de cette entreprise pionnière[réf. nécessaire], il préconisa, lors d'un colloque à Liège en mars 1981, le lancement d'une vaste enquête, avec recueil d'interviews, sur le Mouvement wallon. Par ailleurs, Robert Demoulin s'avéra un pionnier[réf. nécessaire] de l'étude de l'histoire récente appréhendée à travers la presse (journaux et périodiques). 
Le professeur Demoulin, conjointement avec ses collègues contemporanéistes des autres universités belges, tant francophones que d'expression néerlandaise (flamande), fut à l'origine du Centre interuniversitaire (belge) d'histoire contemporaine où il continua à œuvrer bien au-delà de son accession à l'éméritat en 1981.

## Famille
Robert Demoulin est l'époux de Marielle Marique, fille de Léon Marique, médecin et écrivain connu sous le nom de plume Aimé Quernol.

## Publications (aperçu)
- Les Journées de septembre 1830 à Bruxelles et en Province. Étude critique d'après les sources; mémoire couronné par l'Académie royale de Belgique; Liège & Paris, 1934[2].
- La Correspondance des consuls anglais en Belgique pendant la Révolution de 1830; in: Bulletin de la Commission royale d'histoire (B.C.R.H.), t. XCVIII, pp. 417-534; Bruxelles, 1934.
- Guillaume Ier et la Transformation économique des provinces belges (1815-1830); prix Chaix d'Est-Ange de l'Institut de France; Liège & Paris, 1938[3].
- La Révolution de 1830; Bruxelles (La Renaissance du Livre; collection Notre passé), 1950[4].
- Unification politique, essor économique (1794-1914); in: Histoire de la Wallonie, publiée sous la direction de Léopold Génicot; Toulouse (Éditions universitaires & Privat, coll. Univers de la France et des pays francophones), 1973; pp. 313-412 (= Chapitre VII).
- Herman Vander Linden (1868-1956); in: Nouvelle biographie nationale, t. 2, (Bruxelles) 1990; pp. 360-362.

## Distinctions
- Officier de l'ordre de Léopold
- Commandeur de l'ordre de la Couronne
- Grand officier de l'ordre de Léopold II